# Belediye
Belediye bezeichnet die Kommunalverwaltung von Gemeinden mit mehr als 5000 Einwohnern in der Türkei. Das Wort belediye / بلدية ist die feminine Form der Nisba des arabischen Wortes balad / بلد / ‚Stadt‘ oder ‚Land‘, welche im Türkischen als deren Abstraktum dient und als Entsprechung des französischen municipalité entstand. Die im Zuge der türkischen Sprachreform vorgeschlagene türkische Ersetzung uray hat sich nicht durchgesetzt.

## Geschichte
Die Bezeichnung „Belediye“ kam zeitgleich mit den Tanzimat-Reformen im 19. Jahrhundert in Gebrauch. Die erste Kommunalverwaltung des Osmanischen Reiches entstand im Istanbuler Stadtteil Beyoğlu, nachdem im Jahre 1854 die modernen Stadtverwaltungen gegründet worden waren. 1857 entstanden in Istanbul 14 Kommunalbehörden. Die osmanische Bezeichnung der Belediye lautete şehremaneti, der Bürgermeister hieß şehremini.
1930 wurde das erste türkische Kommunalgesetz verabschiedet. Es blieb bis zum Militärputsch in der Türkei 1980 in Kraft und war vom französischen Vorbild beeinflusst. Das jetzt gültige Kommunalgesetz trat 2005 in Kraft.

## Struktur
Neben der herkömmlichen Belediye besteht in der Türkei, zunächst in Ballungsräumen eingeführt, in einigen Provinzen auch eine zweistufige Gemeindeorganisation, bei der über Gemeinden eine übergeordnete Großstadtgemeinde (Büyükşehir Belediyesi) eingerichtet wird, die gebietsmäßig die gesamte Provinz umfasst und auch die unter kommunaler Selbstverwaltung stehenden Aufgaben der Provinz übernimmt. In solchen Provinzen gibt es keine eigene Provinzversammlung (İl Meclisi) mehr. In diesen Fällen wird meist die alte Provinzhauptstadt in mehrere Gemeinden geteilt, so dass der alte Ortsname dann aus den Gemeindebezeichnungen verschwindet und nur mehr als Provinzname und Name der gebietsgleichen Großstadtgemeinde fortlebt. Die Gemeinden innerhalb einer solchen Großstadtgemeinde umfassen auch das gesamte Gebiet eines gleichnamigen İlçe, der staatlichen Verwaltungsebene unterhalb der Provinz.

### Belediye
In Ortschaften mit mehr als 5.000 Einwohnern kann eine Belediye eingerichtet werden. Die Aufgaben einer Belediye regelt das Gesetz Nr. 5393 vom 3. Juli 2005. Organe der Belediye sind der Bürgermeister (belediye başkanı), der Stadtrat (belediye meclisi) und der Stadtausschuss (belediye encümeni). Der Stadtrat besteht aus sieben Personen, dem Bürgermeister, drei Mitgliedern des Stadtrats, dem Stadtkämmerer und zwei hohen Kommunalbeamten. Bürgermeister und Stadtrat werden seit 1963 direkt gewählt. Die Kommunalwahlen finden landesweit gleichzeitig statt.
Die wichtigsten Aufgaben einer Belediye sind Bebauungspläne (imar planları), Trinkwasserversorgung, Kanalisation, Verkehr und weitere Gegebenheiten der städtischen Infrastruktur.
Die Kommunen werden zum größten Teil aus dem Staatshaushalt finanziert. Die Umlage erfolgt gemäß einem Schlüssel, der zur Hälfte von der Bevölkerungszahl bestimmt wird. Eigene Finanzquellen sind die Grundsteuer (emlak vergisi) und kommunale Abgaben. Unterfinanzierung, finanzielle Abhängigkeit und damit verbundene politische Einflussnahme der Zentralregierung sind die zentralen Probleme der türkischen Kommunen.

### Büyükşehir Belediyesi
16 Großstädte wurden 2010 als sogenannte Büyükşehir Belediyesi (Großstadtkommune bzw. Großstadtverwaltung, auch Metropolgemeinde) verwaltet. Dabei wurde die Gemeinde der alten Kernstadt aufgelöst und das Gebiet des dem Provinzgouverneur unmittelbar unterstellten Bezirks in neue Gemeinden aufgeteilt. Für jede der neuen Gemeinden wurde ein der Provinz untergeordneter staatlicher Verwaltungssprengel (İlçe) eingerichtet. Diese neuen Gemeinden bildeten dann mit den Gemeinden, die die Verwaltungssitze der angrenzenden İlçe waren, eine Großstadtkommune. Sie übernahmen dann den Namen der alten, aufgelösten Zentralstadt. In der Folgezeit wurden in den angrenzenden İlçe die dort bestehenden weiteren Gemeinden aufgelöst und mitsamt den Dörfern in die nun einzige Gemeinde des İlçe eingemeindet, bis auch hier die territoriale Einheit von Gemeindegebiet und staatlichem Verwaltungssprengel hergestellt war. Großstadtkommunen können gemäß Gesetz Nr. 5216 vom 10. Juli 2004 ab einer Gesamtzahl von 750.000 Einwohnern eingerichtet werden. Der Bürgermeister einer solchen Großstadtkommune trägt den türkischen Titel Büyükşehir Belediye Başkanı. Die Büyükşehir Belediyesi erhielt gegenüber den Gemeinden alten Stils erweiterte Kompetenzen, auch gegenüber der Zentralregierung, was sich dann in einem Machtzuwachs des Bürgermeisters niederschlug.
2013 erhielten vierzehn weitere Provinzhauptstädte ebenfalls den Status Büyükşehir Belediyesi. Gleichzeitig wurde der Zuständigkeitsbereich der Büyükşehir Belediyesi auf die gesamte Provinz ausgedehnt. Die kommunalpolitischen Kompetenzen der Provinz wurden auf die Großstadtkommune übertragen und die Selbstverwaltungsorgane der Provinz (il meclisi) in diesen Provinzen aufgelöst.